# Мьятт, Дэвид
Дэвид Вулстон Мьятт (англ. David Wulstan Myatt, ранее известный как Абдул-Азиз ибн Мьятт) (род. 1950, Танганьика) — британский неонацист и религиозный деятель.

## Биография
В 1967 году присоединился к неонацистскому Британскому Движению. В период с 1970 по 1990 продолжал участвовать в военизированных и неонацистских организациях, таких как Combat 18 и Колонна 88. Изучал и исповедовал даосизм, буддизм, христианство (некоторое время был монахом), оккультизм, одинизм. Изучал и переводил на английский работы Софокла, Эсхила, Гомера, Сапфо, перевёл на английский язык восемь из семнадцати трактатов Герметического корпуса. Возглавлял Британское национал-социалистическое движение. Мьятт также был основателем «Ордена девяти углов» (англ. The Order of Nine Angles, ONA/O9A), идеологией которого является «традиционный сатанизм». Учение ордена он писал под псевдонимом Антон Лонг.
Автор работ «Язычество и национал-социализм», «Сакральный путь народной культуры», «Практическое руководство по Арийской революции». Автор ряда поэм и научно-фантастических романов.
В сентябре 1998 года принял ислам. В 2010 году публично отрёкся от него. До 2011 описывал своё мировоззрение как «Numinous Way», с 2011 разрабатывает этическую систему «Pathei-Mathos» (от др.-греч. πάθει μάθος — познание через страдание).
Как пишет политолог профессор Джордж Майкл, Мьятт больше чем любой другой из теоретиков сделал в области синтеза крайне правой и радикальной исламской идеологий. Однако позже Мьятт отказался от экстремистских взглядов, и написал книгу «Понимание и отвержение экстремизма» и статью «Понимание и противостояние мусульманскому экстремизму».